# Спидвей (фильм)
«Спидвей» (англ. Speedway) — музыкальный фильм 1968 года с элементами боевика. В этом фильме Элвис Пресли играет роль автогонщика. Премьера фильма состоялась 12 июня 1968 года. Часть съёмок фильма проходили на гоночной трассе «Charlotte Motor Speedway» (сегодня — «Lowe's Motor Speedway»), расположенной в Конкорде, штат Северная Каролина. Это была последняя работа в жанре музыкального фильма в карьере актёра и музыканта.
Несмотря на то, что съёмки фильма были закончены в начале лета 1967 года, картина не выходила на экраны кинотеатров до весны 1968. К 1967 году, график выпуска фильмов с участием Элвиса Пресли был очень плотен (три кинокартины с участием актёра были выпущены в один год), что, возможно и явилось причиной того, что фильм был выпущен спустя почти год после того, как съёмки над ними были завершены.
Слоган фильма — «Smooth, fast and in high gear!»

## Сюжет
Успешный автогонщик Стив Грэйсон (Пресли) был щедрым человеком, и всегда жертвовал нуждающимся выигранные на гонках деньги. В результате благотворительной деятельности Грэйсон погряз в серьёзных долгах.

## В ролях
- Элвис Пресли — Стив Грэйсон
- Нэнси Синатра — Сюзанн Джэкс
- Билл Биксби — Кенни Донфорд
- Гэйл Гордон — Р. В. Хепфорт
- Уильям Шэллерт — Эбел Эстерлейк
- Виктория Пэйдж Мейеринк — Элли Эстерлейк
- Росс Хэйген — Пол Дадо
- Карл Баллентайн — Бирди Кибнер
- Понси Понс — Джуан Медала
- Гарри Хикокс — Повар
- Кристофер Уэст — Билли Жо
- Беверли Пауэрс — Мэри Энн
- Ричард Петти — играет самого себя
- Бадди Бэйкер — играет самого себя
- Кейл Ярборо — играет самого себя
- Дик Хатчерсон — играет самого себя
- Тайни Ланд — играет самого себя
- Д. С. Спенсер — играет самого себя
- Рой Мэйн — играет самого себя
- Харпер Картер — Тед Симмонс
- Боб Харрис — Ллойд Мидоус
- Мишель Ньюман — Дебби
- Кортни Браун — Кэрри
- Бёрт Мастин — уборщик в кофейне (в титрах не указан)

## Музыкальные номера/Саундтрек
см. также Speedway
- «Speedway»
- «There Ain’t Nothing Like A Song»
- «Your Time Hasn’t Come Yet Baby»
- «Who Are You (Who Am I)»
- «He’s Your Uncle Not Your Dad»
- «Let Yourself Go»
- «Your Groovy Self»
- «Five Sleepy Heads»
- «Western Union»
- «Mine»
- «Going Home»
- «Suppose»

## Факты
- В фильме Элвис снимался с Нэнси Синатрой — дочерью своего главного конкурента в шоу-бизнесе, и даже спел с ней дуэтом (песня — «There ain’t nothin' like a song»).[1]
- Специальными гостями фильма стали несколько автогонщиков, участвовавших в чемпионате NASCAR и сыгравших в фильме самих себя.

## Даты премьер
Даты приведены в соответствии с данными kinopoisk.ru.
- США — 12 июня 1968
- Финляндия — 5 июля 1968
- Швеция — 19 августа 1968
- Япония — 24 августа 1968
- Дания — 15 апреля 1969
- Франция — 5 мая 1971
- Германия — 8 декабря 1976 (премьера на ТВ)
- Финляндия — 12 мая 1978 (переиздание)